# Estación de Les Noues
La estación de Les Noues es una estación ferroviaria francesa situada en la comuna de Goussainville, en el departamento de Valle del Oise, al norte de París. Pertenece a la línea D de la Red Exprés Regional más conocida como RER donde se configura como parte del ramal D1.

## Historia
Fue inaugurada en 1859 por parte de la Compañía de Ferrocarriles del Norte con la apertura de un tramo que luego formaría parte de la línea París - Lille. En 1938, la compañía se integró en la actual SNCF.
En septiembre de 1990 se realizó la integración de la estación en la línea D de la red de cercanías. 

## Descripción
Para acceder a los andenes es necesario usar una pasarela que sobrevuela las vías. En uno de los extremos de la misma se encuentra un pequeño punto de información donde se pueden comprar los correspondientes billetes. Bajando, se accede al único andén central de la estación. Está rodeado por dos vías. Existen otras dos más, sin acceso a andén que surgen del desdoblamiento de la línea y que permiten a los trenes que no paran en la estación circular a mayor velocidad por ese tramo. 